# Уравнение Шредера — Ле Шателье
Уравне́ние Шре́дера — Ле Шателье́ — математическое соотношение, описывающее равновесие растворимости в двойных системах при условии, что в жидком состоянии вещества взаимно растворимы при различных температурах, в твёрдом взаимодействие отсутствует, известны теплота и температура плавления растворителя. Уравнение выведено в 1890 году И. Ф. Шредером и независимо от него через год французским химиком Ле Шателье.
Уравнение выражает связь между растворимостью кристаллического тела A при температуре Т (в Кельвинах) равновесия раствора, его теплотой плавления {\displaystyle \Delta H_{m[A]}} (в Дж/моль) и температурой плавления {\displaystyle T_{m[A]}}:
{\displaystyle \ln N_{A}={\frac {\Delta H_{m[A]}}{R}}(1/T_{m[A]}-1/T),}
где {\displaystyle \Delta H_{m[A]}} принимается постоянной в интервале {\displaystyle T_{m[A]}-T}, {\displaystyle N_{A}<1} — молярная доля вещества A в растворе, R — универсальная газовая постоянная. Строгое применение уравнения ограничено идеальными растворами. Построив по уравнению Шредера — Ле Шателье кривые температурной зависимости растворимости для твёрдой фазы каждого из компонентов двойной системы, можно найти эвтектическую точку и получить диаграмму растворимости.
На основании уравнения Шредера — Ле Шателье можно сделать следующие выводы:
1. растворимость возрастает с повышением температуры
2. твёрдое вещество с высокой температурой плавления менее растворимо, чем вещество с более низкой
3. более высокая теплота плавления означает более низкую растворимость